# Bronx
För det amerikanska punk- och rockbandet se The Bronx (musikgrupp)

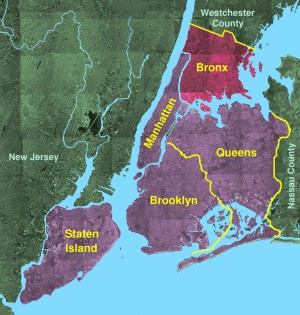
Staden New Yorks stadsdelar, med stadsdelen Bronx markerad i rött.

Bronx (engelska: The Bronx) är en stadsdel (borough) i nordöstra delarna av staden New York. Stadsdelens gränser är gemensamma med Bronx County. Bronx är den enda stadsdelen i New York som inte är en del av en ö utan en del av fastlandet. 
Idag bor här mer än en miljon människor, i huvudsak puertoricaner och afroamerikaner.
Den sydvästra delen av området, South Bronx, var länge tillsammans med Harlem känt som det område i New York som hade mest problem med brottslighet och narkotika. Säkerheten i Harlem har dock ökats och Bronx har fått ta över titeln som den farligaste stadsdelen.

## Historia och etymologi
Stadsdelen Bronx har fått sitt namn efter Jonas Jonson Brunk (även Bronck) (omkring 1600–1643), en svensk immigrant född i Komstad. Bronck anlände till den dåvarande kolonin Nya Nederländerna våren 1639.
Bronck köpte land från Nederländska Västindiska Kompaniet och flera lokala stammar av Lenapeindianer. Han fick till slut tag i 500 hektar mark mellan Harlem River och Aquahung som sedan blev kallad Bronx River.
Engelska och nederländska invånare kallade området Broncks land.
Området kom efter det brittiska maktövertagandet 1674 och bildandet av provinsen New York att administrativt tillhöra det som idag är Yonkers i det angränsande Westchester County, bildat 1683. Området kom därefter att införlivas successivt i staden New York under slutet av 1800-talet i takt med att storstadsbebyggelsen växte norrut. Sedan 1914 utgör Bronx administrativt ett county inom New Yorks stad och är en av New Yorks fem boroughs.

## Områden i Bronx
Indelningen av Bronx är inte fastställd. Områdena i Bronx kan variera i antal, position och gränser (många ligger ovanpå 1800-talsbyar) och dessa områdens avgränsningar har förändrats genom successiva vågor av nyinflyttade invånare.
Anmärkningsvärda områden i Bronx är South Bronx och Little Italy.

### South Bronx

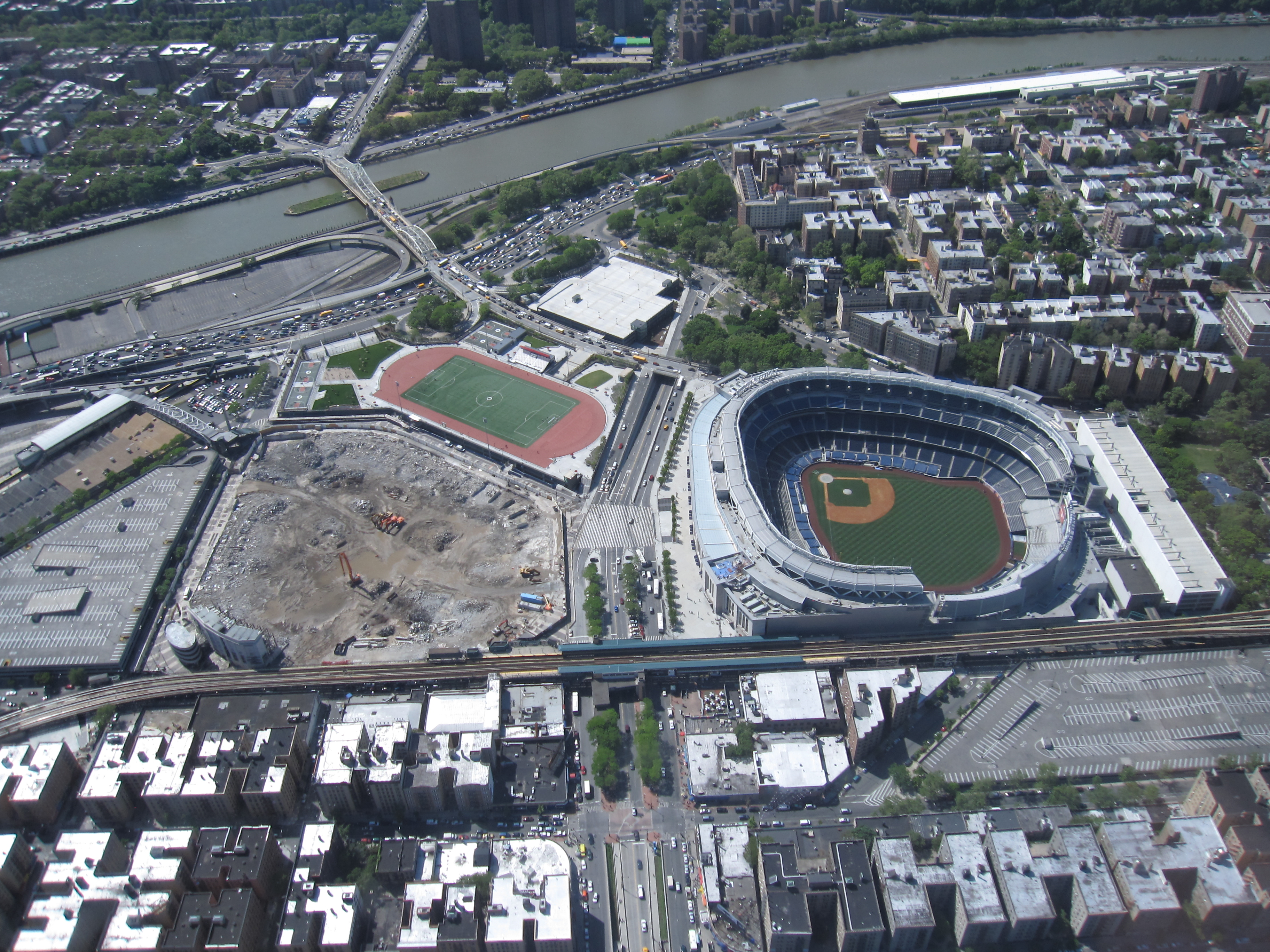
Yankee Stadium i södra Bronx.

Precis som andra områden i Bronx har South Bronx inga officiella gränser. Namnet har använts för att representera den fattigare delen av Bronx; området har många tätt befolkade höghus och huskomplex där låginkomsttagare bor. I området finns det några av de fattigaste stadsdelarna i USA, liksom mycket kriminalitet. På 2000-talet bestämde man att Fordham Road skulle vara den norra gränsen för South Bronx medan Bronx River skulle utgöra den östra gränsen. Cross Bronx Expressway delar distriktet i två delar. I South Bronx finns Bronx County Courthouse, Borough Halls, och Yankee Stadium. 

### Little Italy
Little Italy i Bronx refererar till delen av Arthur Avenue där många personer med italiensk bakgrund bor. Little Italy sträcker sig från East 187th Street till Prospect Avenue. Gatan som Little Italy består av innefattar bagerier, delikatessbutiker, caféer och andra italienska affärer.

### Shopping
Framträdande shoppingdistrikt i Bronx är bland annat Fordham Road, Bay Plaza, The Hub, Riverdale/Kingsbridges köpcentrum och Bruckner Boulevard. Det finns även många butiker längs gatorna under tunnelbanan som går ovan jord, bland annat på Westchester Avenue, White Plains Road, Jerome Avenue, Southern Boulevard och Broadway.
De tre främsta köpcentrumen i Bronx är The Hub, Gateway Center och Southern Boulevard. The Hub ligger huvudsakligen i Melrose-området och kallas ibland “Bronx Broadway”. Gateway Center ligger i västra Bronx och har en yta på ungefär 90 000 m². Det är byggt på ett 7 hektar stort område som tidigare huserade Bronx Terminal Market, en frukt- och grönsaksmarknad, och Bronx House of Detention. Köpcentrumet, som kostade 500 miljoner dollar att bygga, stod klart 2009.